# Robin Stegmar
Robin Stegmar (* 8. November 1974 in Lund als Dan Robin Brezina) ist ein schwedischer Schauspieler.

## Leben
Stegmar wuchs in Südschweden auf und zog bereits früh mit seiner Familie nach Nynäshamn. Von dort aus besuchte er Schulen in Stockholm. Während dieser Zeit lernte er bereits den späteren Schauspieler Göran Gillinger kennen. Auch die jeweilige Karriere lässt sich parallel weiterverfolgen. So spielten sie in den ersten Jahren ihrer Karriere in der Fernsehserie En fyra för tre. Mit Gillinger verbindet ihm seitdem eine mehrjährige Freundschaft. So feiern beide ein alljährliches gemeinsames Weihnachtsfest in Nyköping, wo Stegmar mit einem Großteil seiner Familie seit Jahren wohnt. So hat er bereits während seiner Zeit an der Schauspielschule, der Teaterhögskolan in Stockholm, die er von 1999 bis 2003 besuchte,  in einem Restaurant der Familie in Nyköping gekellnert.
Während seiner Karriere als Schauspieler ist Stegmar eher für seine Theaterrollen als für seine oft Namenlosen Nebencharakter großer schwedischer Filmproduktionen bekannt. Bereits seit Mitte der 90er stand er auf mehr Bühnen als vor Kameras. Darunter bekannten Werken von Shakespeare, modernen Werken und auch umstrittenen Werken. Zusätzlich zu seinem Engagement spielte er jeden Sommer in seiner Heimat in Nyköping die dortigen Sommerspiele.
Aktuell wird er von der schwedischen Agentur Actors Agency vertreten.

## Filmografie (Auswahl)
- 2002: Invisible – Gefangen im Jenseits (Den osynlige)
- 2003: Hannah med H
- 2005: Mittsommermord (Steget efter)
- 2008: Patrik 1,5
- 2009: GSI – Spezialeinheit Göteborg (Johan Falk)
- 2010: Mankells Wallander: Inkasso (Indrivaren)

## Theaterrollen (Auswahl)
- 2002: Stormen (Der Sturm) von William Shakespeare – Regie: Jasenko Selimovic (Stadttheater, Göteborg)